# Triaenopodium
Triaenopodium is een geslacht van hooiwagens uit de familie Trionyxellidae.
De wetenschappelijke naam Triaenopodium is voor het eerst geldig gepubliceerd door Roewer in 1915. 

## Soorten
Triaenopodium omvat de volgende 3 soorten:
- Triaenopodium pyriformis
- Triaenopodium shibai
- Triaenopodium tarsalis